# Кудрявець
Кудря́вець, Кудря́вська гора — історична місцевість у Києві. Розташована вздовж вулиці Січових Стрільців, охоплює південні схили над Глибочицькою вулицею. Назва — від дерев і чагарників, які мальовничо «кудрявилися» в цьому колишньому передмісті Києва. Прилягає до місцевостей Глибочиця, Кожум'яки, Лук'янівка, Солдатська слобідка та Старий Київ. Включає в себе місцевості Вознесенський яр (уздовж вулиці Вознесенський Яр), Волова гора й Копирів Кінець.

## Історія

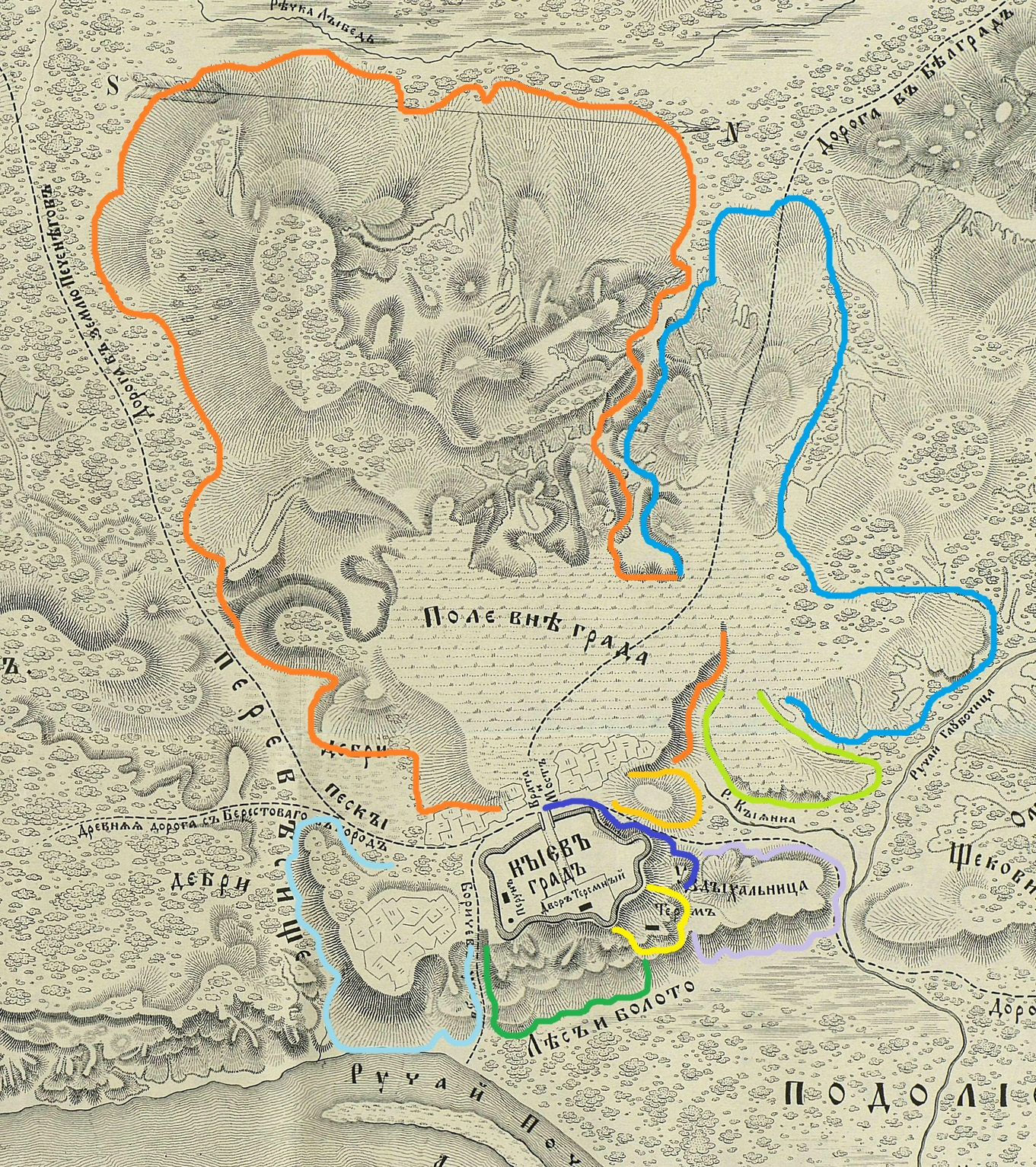
Кудрявець;
Старокиївське плато; Старокиївська гора; Андріївська гора; Уздихальниця; Михайлівська гора; Дитинка; Волова гора; Замкова гора.

Одна з перших згадок про Кудрявець припадає на 1559 рік, коли Кудрявець був придбаний Михайлівським Золотоверхим монастирем у шляхтича Андрія Янкевича, а в 1570 році частина Кудрявця передана в користування Микільському монастирю. У 1730-му низка садиб на Кудрявці належала Софійському монастирю.
У середині XVIII століття згадуються слобідки Нижній і Верхній Кудрявець, а з кінця XVIII століття слобідка Кудрявець підпорядкована київському магістрату. Інтенсивна забудова Кудрявця розпочинається в 1830—1840-і роки, тоді ж сформувалася сучасна система вулиць. Нині на Кудрявці значною мірою збереглася забудова початку XX століття.
На Кудрявці прокладено вулиці Кудрявську, Бульварно-Кудрявську, Кудрявський провулок (увійшов до складу Кудрявської вулиці) й Кудрявський узвіз.
Струмок Кудрявець — притока р. Глибочиці (тепер обидва в колекторі).